# Arnebia densiflora
Espèce
Classification phylogénétique
L'Arnebia densiflora est une plante herbacée vivace de la famille des Boraginacées, originaire de Grèce et de Turquie.
Synonymes :
- Lithospermum densiflorum Ledeb.
- Macrotomia cephalotes (A. DC.) Boiss.
- Macrotomia densiflora (Ledeb.) McBride

## Description
L'Arnebia densiflora est une plante velue, de 25 à 40 cm de haut, avec une racine épaisse et ligneuse. Les feuilles basales, lancéolées, mesurent de 10 à 15 cm de long. Les fleurs jaunes de 12 à 16 mm de diamètre sont réunies en cymes denses. La floraison a lieu en été.

## Habitat
C'est une plante des régions montagneuses qui préfère les sols rocailleux et secs et les endroits ensoleillés.

## Utilisation
L'Arnebia est cultivée comme plante de rocaille.